# Anssi Suhonen
Anssi Suhonen (Järvenpää, 14 de enero de 2001) es un futbolista finlandés que juega en la demarcación de centrocampista para el Östers IF de la Allsvenskan.

## Selección nacional
Tras jugar en las categorías inferiores de la selección, finalmente hizo su debut con la selección de fútbol de Finlandia el 17 de noviembre de 2022 en un encuentro amistoso contra Macedonia del Norte que finalizó con un resultado de empate a uno tras el gol de Oliver Antman para Finlandia, y de Enis Bardi para Macedonia del Norte.

## Clubes
| Club                        | País     | Año       | Partidos | Goles |
| --------------------------- | -------- | --------- | -------- | ----- |
| Hamburgo S. V. II           | Alemania | 2019-2024 | 17       | 7     |
| Hamburger S. V.             | Alemania | 2021-2025 | 52       | 2     |
| SSV Jahn Ratisbona (cedido) | Alemania | 2025      | 13       | 0     |
| Östers IF (cedido)          | Suecia   | 2025-     |          |       |